# Buscadme y viviréis
Buscadme y viviréis es la primera producción del cantante Marcos Vidal lanzada en 1990. Previamente había grabado un casete titulado Más allá de la frontera. Buscadme y viviréis recoge las primeras canciones con las que el compositor influyó notablemente entre los cristianos españoles.
La canción "Buscadme y viviréis", que también da nombre a la producción, tuvo un gran impacto en las iglesias hispanohablantes debido a la sinceridad y profundidad de su letra. Danilo Montero, en su libro "El abrazo del padre", menciona que fue una canción que marcó su vida.

## Lista de canciones
1. A Ti la gloria [3:15]
2. Dime que más [4:04]
3. El niño de Belén [4:10]
4. Toca a tu pueblo [3:20]
5. Buscadme y viviréis [6:59]
6. Oh, qué amor [4:00]
7. Libérame [4:17]
8. Sólo una vez [4:28]
9. Homenaje [4:31]
10. Caifás [3:12]
11. Oh, tu fidelidad [1:10]